# Tabanus pruinosus
Tabanus pruinosus är en tvåvingeart som beskrevs av Jacques-Marie-Frangile Bigot 1892. Tabanus pruinosus ingår i släktet Tabanus och familjen bromsar. Inga underarter finns listade i Catalogue of Life.